# Liste von Leuchttürmen in den Niederlanden
Die Liste von Leuchttürmen in den Niederlanden enthält eine kleine Auswahl von Leuchttürmen in den Niederlanden. 

## Liste
Bei den Stationen, die durch Neubauten ersetzt wurden, ist ein zweites Baujahr angegeben.
| Leuchtturm niederländisch Vuurtoren | Leuchtturm niederländisch Vuurtoren | Ort, Provinz          | Koordinaten                     | Gewässer             | Bau       | Turmhöhe | Feuerhöhe | Kennung∡°       | Reichweite     | UKHO # NGA # HP2 # |  |
| ----------------------------------- | ----------------------------------- | --------------------- | ------------------------------- | -------------------- | --------- | -------- | --------- | --------------- | -------------- | ------------------ |  |
| Bornrif                             |                                     | Friesland             | 53° 26′ 57,3″ N, 5° 37′ 32,6″ O | Nordsee              | 1881      | 55 m     | 58 m      | Fl(3)W.15s      |                |                    |  |
| Brandaris                           |                                     | Friesland             | 53° 21′ 37,2″ N, 5° 12′ 51,2″ O | Nordsee              | 1594      | 54 m     | 56 m      | Fl.W.5s         |                |                    |  |
| De Ven                              |                                     | Noord-Holland         | 52° 44′ 31,3″ N, 5° 16′ 56,1″ O | IJsselmeer           | 1700      | 15 m     | 17 m      | LFl.W.10s       |                |                    |  |
| Delfzijl                            | Bild gesucht BW                     | Groningen             | 53° 19′ 58″ N, 6° 55′ 26″ O     | Unterems             | 1888      | 11 m     | 15 m      | zerstört (1940) |                |                    |  |
| Eierland                            |                                     | Noord-Holland         | 53° 10′ 55,6″ N, 4° 51′ 19,2″ O | Nordsee              | 1864      | 35 m     | 53 m      | Fl(2)W.10s      |                |                    |  |
| Harlingen                           |                                     | Friesland             | 53° 10′ 25,8″ N, 5° 24′ 42,6″ O | Südliches Wattenmeer | 1922      | 23 m     |           | gelöscht (1998) |                |                    |  |
| Hellevoetsluis                      |                                     | Zuid-Holland          | 51° 49′ 11″ N, 4° 7′ 40″ O      | Haringvliet          | 1822      | 18 m     | 17 m      | Iso.WRG.10s     |                |                    |  |
| IJmuiden Hoog                       |                                     | Noord-Holland         | 52° 27′ 39,1″ N, 4° 34′ 58,5″ O | Nordsee              | 1878      | 53 m     | 42 m      | Fl W 5s / FW    |                |                    |  |
| IJmuiden Laag                       |                                     | Noord-Holland         | 52° 27′ 42,4″ N, 4° 34′ 28,3″ O | Nordsee              | 1878      | 31 m     | 24 m      | F WR            |                |                    |  |
| Huisduinen Lange Jaap               |                                     | Noord-Holland         | 52° 57′ 19,7″ N, 4° 43′ 35,1″ O | Nordsee              | 1822/1878 | 63 m     | 57 m      | Fl(4)W.20s      |                |                    |  |
| Katwijk                             |                                     | Zuid-Holland          | 52° 12′ 0,9″ N, 4° 23′ 27,5″ O  | Nordsee              | 1605      |          |           |                 |                |                    |  |
| Lemmer                              |                                     | Friesland             | 52° 50′ 19,1″ N, 5° 42′ 27,9″ O | IJsselmeer           | 1887/1993 | 19 m     |           | gelöscht (1968) |                |                    |  |
| Maasvlakte                          |                                     | Zuid-Holland          | 51° 58′ 12,2″ N, 4° 0′ 51,4″ O  | Maasmündung          | 1974      | 65 m     |           | gelöscht (2008) |                |                    |  |
| Paard van Marken                    |                                     | Noord-Holland         | 52° 27′ 35,2″ N, 5° 8′ 20,9″ O  | Markermeer           | 1700/1839 | 16 m     | 16 m      | Oc.W.8s         |                |                    |  |
| Nieuwe Sluis                        |                                     | Zeeland               | 51° 24′ 24,9″ N, 3° 31′ 16,9″ O | Westerschelde        | 1867      | 28 m     |           | Oc.W.10s (priv) | 14             |                    |  |
| Noordertoren                        |                                     | Friesland             | 53° 29′ 12,6″ N, 6° 8′ 47,5″ O  | Nordsee              | 1854      | 36 m     | 44 m      | Fl(4)W.20s      |                |                    |  |
| Stavoren                            |                                     | Friesland             | 52° 53′ 16,9″ N, 5° 21′ 27,4″ O | IJsselmeer           | 1884      | 16 m     | 15 m      | Iso.W.4s        |                |                    |  |
| Urk                                 |                                     | Flevoland             | 52° 39′ 40″ N, 5° 35′ 31,2″ O   | IJsselmeer           | 1845      | 19 m     | 27 m      | Fl.W.5s         |                |                    |  |
| Vuurduin                            |                                     | Friesland             | 53° 17′ 45″ N, 5° 3′ 29,6″ O    | Nordsee              | 1836/1909 | 17 m     | 54 m      | Iso.W.4s        |                |                    |  |
| Watum                               |                                     | Groningen             | 53° 22′ 29,6″ N, 6° 53′ 23″ O   | Unterems             | 1888      | 11 m     | 20 m      | zerstört (1945) |                |                    |  |
| Westerlichttoren                    |                                     | Zeeland               | 51° 42′ 32″ N, 3° 41′ 29,8″ O   | Nordsee              | 1837      | 53 m     | 58 m      | Fl(2+1)W.15s    | 30             |                    |  |
| Westhoofd                           |                                     | Ouddorp, Zuid-Holland | 51° 48′ 47,5″ N, 3° 51′ 50,6″ O | Nordsee              | 1950      | 52 m     | 56 m      | Fl(3)W.15s      | 30             |                    |  |
| Westkapelle Hoog                    |                                     | Zeeland               | 51° 31′ 45,1″ N, 3° 26′ 49,7″ O | Nordsee              | 1817      | 50 m     | 54 m      | Fl.W.3s         | 28             |                    |  |
| Westkapelle Laag                    |                                     | Zeeland               | 51° 32′ 24,3″ N, 3° 26′ 12,7″ O | Nordsee              | 1875      | 18 m     | 20 m      | Fl.WRG.10s      | W 13,R 10,G 10 |                    |  |
| Workum                              |                                     | Friesland             | 52° 57′ 36,8″ N, 5° 24′ 43,8″ O | IJsselmeer           | 1623/1778 | 9 m      |           | gelöscht (1932) |                |                    |  |
| Zuidertoren                         |                                     | Friesland             | 53° 28′ 53,3″ N, 6° 9′ 31″ O    | Nordsee              | 1854      | 35 m     |           | gelöscht (1909) |                |                    |  |